# Christophe Ville
Temple de la renommée français : 2011
Christophe Ville, né le 15 juin 1963 à Dijon est un joueur français de hockey sur glace, évoluant au poste de centre.

## Carrière

### Carrière de joueur
- 1980-... SHC Saint Gervais
- 1988-1990 Français volants de Paris
- 1990-1991 Brûleurs de loups de Grenoble
- 1991-1993 Chamonix Hockey Club
- 1993-1994 HC Devils Milano
- 1994-1996 Chamonix HC
- 1996-1997 HC Lions Courmaosta
- 1996-1997 Brûleurs de Loups de Grenoble
- 1997-1998 Chamonix HC

### Carrière d'entraîneur
- Entraîneur élite de 1994 à 1996 et de 1997 à 1999

### Carrière internationale
Il joue avec l'équipe de France de 1984 à 96 et participe à trois Jeux olympiques d'hiver : Calgary en 1988, Albertville en 1992 et Lillehammer en 1994.

## Statistiques
| Saison    | Équipe                        | Ligue           |    | Saison régulière | Saison régulière | Saison régulière | Saison régulière | Saison régulière |   | Séries éliminatoires | Séries éliminatoires | Séries éliminatoires | Séries éliminatoires | Séries éliminatoires |
| Saison    | Équipe                        | Ligue           | PJ | B                | A                | Pts              | Pun              | PJ               | B | A                    | Pts                  | Pun                  |                      |                      |
| 1980-1981 | SHC Saint Gervais             | Nationale A     | -  | -                | -                | -                | -                |                  |   |                      |                      |                      |                      |                      |
| 1982-1983 | SHC Saint Gervais             | Nationale A     | -  | -                | -                | -                | -                |                  |   |                      |                      |                      |                      |                      |
| 1983-1984 | SHC Saint Gervais             | Nationale A     | -  | -                | -                | -                | -                |                  |   |                      |                      |                      |                      |                      |
| 1986-1987 | Français volants de Paris     | Nationale 1A    | -  | -                | -                | -                | -                |                  |   |                      |                      |                      |                      |                      |
| 1987-1988 | Français volants de Paris     | Nationale 1A    | -  | -                | -                | -                | -                |                  |   |                      |                      |                      |                      |                      |
| 1988-1989 | Français volants de Paris     | Nationale 1A    | 43 | 36               | 40               | 76               | 110              |                  |   |                      |                      |                      |                      |                      |
| 1989-1990 | Français volants de Paris     | Nationale 1A    | 43 | 36               | 40               | 76               | 110              |                  |   |                      |                      |                      |                      |                      |
| 1990-1991 | Brûleurs de loups de Grenoble | Ligue nationale | 27 | 21               | 26               | 47               | 60               |                  |   |                      |                      |                      |                      |                      |
| 1991-1992 | Chamonix HC                   | Élite           | 28 | 16               | 26               | 42               | 79               | 5                | 4 | 5                    | 9                    | 1                    |                      |                      |
| 1992-1993 | Chamonix HC                   | Nationale 1     | 31 | 26               | 19               | 45               | 44               |                  |   |                      |                      |                      |                      |                      |
| 1993-1994 | HC Devils Milano              | Série A         | -  | -                | -                | -                | -                |                  |   |                      |                      |                      |                      |                      |
| 1994-1995 | Chamonix HC                   | Élite           | 14 | 9                | 4                | 13               | 8                | 10               | 3 | 3                    | 6                    | 12                   |                      |                      |
| 1995-1996 | Chamonix HC                   | Élite           | 12 | 1                | 13               | 14               | 24               | 8                | 2 | 5                    | 7                    | 35                   |                      |                      |
| 1996-1997 | HC Lions Courmaosta           | Série A2        | 31 | 31               | 33               | 64               | 75               |                  |   |                      |                      |                      |                      |                      |
| 1996-1997 | Brûleurs de loups de Grenoble | Nationale 1A    | -  | -                | -                | -                | -                | 8                | 1 | 1                    | 2                    | 31                   |                      |                      |
| 1997-1998 | Chamonix HC                   | Élite           | 31 | 2                | 20               | 22               | 76               |                  |   |                      |                      |                      |                      |                      |

## Distinctions personnelles
- trophée Jean-Pierre-Graff : il est le second joueur à recevoir le trophée du meilleur espoir de la ligue en 1982[3].
- trophée Albert-Hassler : 1983, 1984, 1991 et 1992

## Palmarès
- Avec les Français volants de Paris
  - Championnat de France :
    - 1989

- Avec les Brûleurs de Loups de Grenoble
  - Championnat de France :
    - 1991

- Avec les Devils Milano
  - Championnat d'Italie :
    - 1994